# 張譲
張 譲（ちょう じょう、陽嘉4年（135年）? - 光熹元年（189年））は、中国後漢末期の宦官。豫州潁川郡の人。弟は張朔。養子の張奉の妻は何太后の妹。

## 生涯
若い頃、趙忠と共に給事中の地位にあり、桓帝の時代に少黄門となった。霊帝の時代には趙忠と共に中常侍となり、曹節・王甫・侯覧らと共に権勢を誇り、皇帝の寵愛をいいことに私腹を肥やした。右扶風の人である孟佗（孟達の父）という人物は、宦官に賄賂を送り涼州刺史の地位を手にしたと言われているが、その宦官こそが張譲である。
侯覧が自害、王甫が刑死し、曹節も光和4年（181年）に病没すると、張譲が趙忠と共に宦官勢力の中心となった。張譲は霊帝に我が父とまで呼ばれ敬愛された。この時期に中常侍に任命された12名の宦官（十常侍）の中に張譲の名も挙がっており、彼等は皆列侯に封じられ、一族を各地の地方官に任命させ、栄華をほしいままにしたという。
中平元年（184年）、太平道の教主張角が乱を起こすと（黄巾の乱）、郎中の張鈞は十常侍が乱の原因であるとして、彼等を斬って天下に謝罪することを要請した。しかし十常侍らは霊帝に対し、自らの処罰を懇願すると共に各地の地方官である一族を罷免させ、さらに私財を国庫に提供したため、不問に付されることになった。その後、張譲達は早速張鈞を黄巾党の内通者であると讒言し、死に追いやった。しかし、実は張譲達十常侍こそが黄巾党との内通者であった。まもなく、中常侍の封諝・徐奉が黄巾党の内通者であることが発覚すると、さらに王允は、張譲こそが実は太平道の信者であることを暴露した上で、霊帝に処置を求めた。激怒する霊帝に対し、張譲は既に死去した王甫と侯覧に責任を擦り付け、またも処罰を逃れてしまった。そしてその後、早速王允を讒言し免職に追いやった。さらに宦官を批判した蔡邕も免職させた。
中平2年（185年）、宮殿が火災に遭い、修繕のため各地から税を追徴することになったが、張譲達はそれを着服し私腹を肥やしたため、宮殿は次の年になっても完成せず、負担に苦しむ地方の太守や民達の恨みを買った。
光熹元年（189年）、霊帝が没し劉弁が即位すると、宦官を敵視する外戚の何進と対立した。霊帝の生母董太后と親しかった蹇碩が何氏の排除を図ると、十常侍は蹇碩と通じていたものの、最終的には何氏に寝返って何進に蹇碩を殺害させ、董太后や董重を失脚させた。
しかし何進が、十常侍をも排除しようと敵対姿勢を強めると、劉弁の生母何太后（何進の異母妹）や何苗（何太后の異父兄）を味方につけ、これに抵抗しようとした。また、何進は十常侍や何太后の権力に対抗するため、地方で軍権を握っていた董卓や丁原を呼び寄せ軍事力で屈服させようとした。このため張譲ら十常侍は、何進を偽の詔勅で呼び出すことを考え、暗殺することに成功したが、その後の軍権の掌握に失敗した。このことで呉匡・袁紹・袁術らが宮廷に乱入し、趙忠ら宦官の多くを殺害したため、張譲や段珪ら一部の宦官は、皇帝とその弟の陳留王（劉協、後の献帝）を擁し城外に逃れた。しかし、呉匡・盧植の追撃を受けたため、進退窮まった張譲は入水自殺した。
小説『三国志演義』でも、十常侍のリーダー格の宦官として登場し、ほぼ同様の最期を遂げて河南中部掾の閔貢によってその首級を挙げられている。

## 参考資料
- 後漢書/卷78（中国語版ウィキソース）